# Iva Slišković
Iva Slišković (4 de setembro de 1984) é uma basquetebolista profissional croata.

## Carreira
Iva Slišković integrou a Seleção Croata de Basquetebol Feminino, em Londres 2012, que terminou na décima colocação.